# Produto Descartável
Produto Descartável é um curta-metragem brasileiro de 2003, dirigido por Rafael Primot e Flavia Rea.

## Sinopse
O curta retrata a história de dois vizinhos que se desejam, e se rendem a esse desejo ao se encontrarem no elevador. Com uma dose de humor, aborda as faces do comportamento humano, desde os rótulos criados para si mesmos pelos próprios personagens, até a visão que um realmente tem do outro.

## Prêmios
Estes foram os prêmios ganhos por Produto Descartável:
- Favoritos do Público no Festival Brasileiro de Cinema Universitário em 2004[2]
- Melhor Atriz no Festival de Gramado em  2003 (Bárbara Paz)[3]
- Os 10 Mais - Escolha do Público no Festival Internacional de Curtas de São Paulo em 2003[2]
- Prêmio Curtas Espaço Unibanco de Cinema no Festival Internacional de Curtas de São Paulo em 2003[2]
- Prêmio Cachaça Cinema Clube no Festival Brasileiro de Cinema Universitário em 2004[2]
- Prêmio Votação Popular Online no Festival de Vitória em 2003[2]